# Азбуковник
Азбуко́вник — рукописный сборник (словарь, род энциклопедии) статей нравоучительного, учебного и энциклопедического содержания на Руси.

## История
Многие произведения литературы, а она была рукописной, обращавшиеся в среде древнерусских читателей, нередко представляли собой неудобочитаемые тексты, требовавшие исправлений или пояснений отдельных слов и словосочетаний.
Так для новгородского архиепископа Климента был написан помещённый в списке Кормчей книги 1282 года, так называемый первый Новгородский Азбуковник, который является древнейшим из этих словарей; опубликован И. П. Сахаровым под названием «Новгородский словарь XIII века».
Списки непонятных иностранных слов с их кратким объяснением (обычно глосс к текстам). Азбуковники составлялись в XVII веке. Примерный синоним — глоссарий. Образцом служили западноевропейские тезаурусы.
Статьи располагались в алфавитном (азбучном) порядке (обычно учитывались лишь первые буквы), отсюда и пошло название «Азбуковники». На полях приводились ссылки на источник толкований. В особый жанр оформились в конце XVI века под влиянием трудов Максима Грека. Сохранилось большое число списков азбуковников различного типа.

## Издания
- Азбуковник Сергия Шелонина. XVII в.
- Азбуковник // Сказания русского народа / Собр. И. Сахаровым. — Изд. 3-е. — СПб.: Тип. Сахарова, 1849. — Т. 2.
- Из азбуковника (по рукоп. 1654 г.) // Историческая хрестоматия церковнославянского и древнерусского языков / Сост. Ф. Буслаевым. — М.: Унив. тип., 1861. — Стб. 1111—1116.
- Новгородский словарь XIII века // Сказания русского народа / Собр. И. Сахаровым. — Изд. 3-е. — СПб.: Тип. Сахарова, 1849. — Т. 2.